# Felix Heinrichs

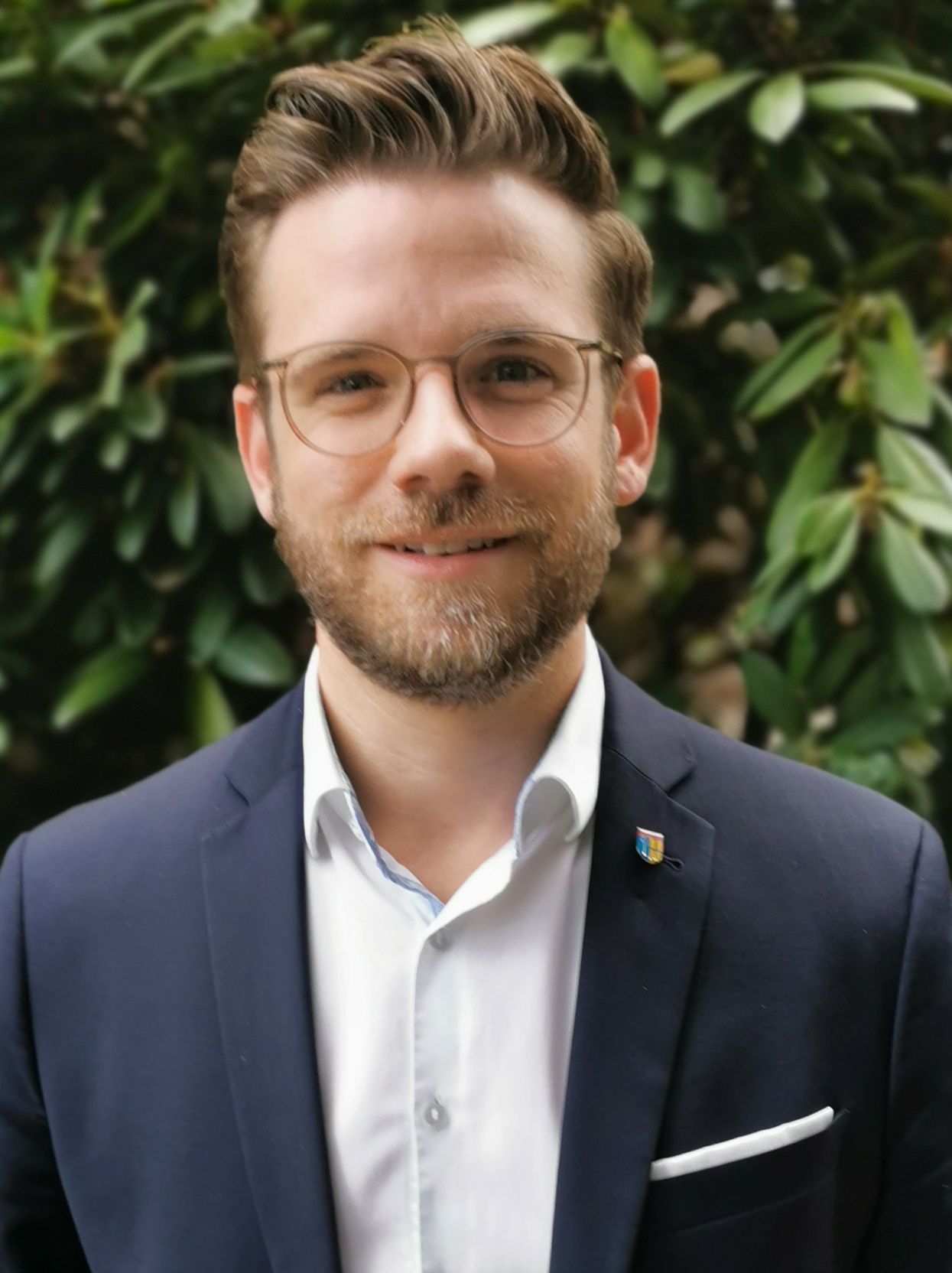
Felix Wolfgang Heinrichs (2022)

Felix Wolfgang Heinrichs (* 22. März 1989 in Mönchengladbach-Rheydt) ist ein deutscher Politiker (SPD) und seit dem 1. November 2020 Oberbürgermeister der nordrhein-westfälischen Großstadt Mönchengladbach.

## Leben und Beruf
Heinrichs legte im Jahr 2008 sein Abitur am Mathematisch-naturwissenschaftlichen Gymnasium in Mönchengladbach ab. Anschließend studierte er ab 2008 Geschichts- und Politikwissenschaften an der Heinrich-Heine-Universität Düsseldorf und schloss das Studium im Jahr 2012 mit dem Master ab. Seit 2013 war er als Geschäftsführer eines privaten Altenheims in Mönchengladbach tätig.

## Politische Tätigkeit
Im März 2003 trat Felix Heinrichs in die SPD ein und wurde im Jahr 2006, im Alter von 17 Jahren, erstmals in den Vorstand der SPD Mönchengladbach gewählt. 2009 kandidierte er erfolglos für ein Stadtratsmandat. Bei den Kommunalwahlen 2014 wurde er erstmals in den Rat der Stadt gewählt. Die SPD-Fraktion wählte ihn im Anschluss zum Fraktionsvorsitzenden und er organisierte in dieser Funktion die Zusammenarbeit mit der CDU in der Großen Koalition von 2014 bis 2020. Seit 2018 ist Heinrichs Mitglied des Vorstands der nordrhein-westfälischen SPD.
Bei den Kommunalwahlen in Nordrhein-Westfalen 2020 kandidierte Heinrichs für die SPD als Oberbürgermeister von Mönchengladbach. Im ersten Wahlgang am 13. September erreichte er mit 32.808 Stimmen (37,48 Prozent) den höchsten Stimmenanteil vor dem zweitplatzierten CDU-Kandidaten Frank Boss (29,62 Prozent). In der Stichwahl gegen Boss am 27. September wurde Heinrichs mit einem Stimmenanteil von 74,22 Prozent zum neuen Oberbürgermeister gewählt. Mit einem Alter von 31 Jahren war Heinrichs bei seinem Amtsantritt am 1. November 2020 der jüngste Oberbürgermeister Nordrhein-Westfalens.

## Mitgliedschaften
- IG Metall Mönchengladbach
- Borussia Mönchengladbach
- AWO Mönchengladbach
- Deutscher Kinderschutzbund
- Theo-Hespers-Stiftung
- Gladbacher Haus der Erinnerung e. V.
- CSD Mönchengladbach e. V.
- Museumsverein Mönchengladbach